# Антон Рубинштајн
Антон Григоријевич Рубинштајн (руски: Анто́н Григо́рьевич Рубинште́йн 28. новембар 1829, Вихватинци – 20. новембар 1894, Петерхоф) био је руски пијаниста, композитор и диригент који је основао Санкт Петербуршки конзерваторијум. Био је старији брат Николаја Рубинштајна, који је основао Московски конзерваторијум.
Као пијаниста, Рубинштајн се сврстава међу велике виртуозе клавијатуре 19. века. Најпознатији је постао по серији историјских реситала, седам огромних, узастопних концерата који спадају у историју клавирске музике.
Иако се највише памти као пијаниста и педагог (највише као учитељ композиције Чајковског), Рубинштајн је такође био плодан композитор; написао је 20 опера од којих је најпознатија Демон. Компоновао је многа друга дела, укључујући пет клавирских концерата, шест симфонија и многа соло клавирска дела, заједно са значајним делима за камерни ансамбл.

## Младост и образовање
Рубинштајн је рођен у јеврејској породици у селу Вихватинци у Подолској губернији, у Руском царству (сада познато као Офатинци у Придњестровљу, у Молдавији), на реци Дњестар, око 150 км северозападно од Одесе. Пре његове пете године, његов деда по оцу је наредио да сви чланови породице Рубинштајн пређу из јудаизма у руско православље. Иако је одгајан као хришћанин, Рубинштајн ће касније постати атеиста.
Рубинштајнов отац отворио је фабрику оловака у Москви. Мајка, компетентна музичарка, почела је да му даје часове клавира када је имао пет година, све док га учитељ Александер Вилоан није чуо и прихватио као ученика који не плаћа. Рубинштајн се први пут јавно појавио на добротворном концерту са девет година. Касније те године Рубинштајнова мајка га је послала, у пратњи Вилоана, у Париз где је безуспешно покушавао да се упише на Париски конзерваторијум.
Рубинштајн и Вилоан су остали у Паризу годину дана. У децембру 1840, Рубинштајн је свирао у Salle Érard за публику која је укључивала Фредерика Шопена и Франца Листа. Вилоан је повео Рубинштајна на концертну турнеју по Европи и западној Русији. Вратили су се у Москву у јуну 1843. године. Решена да прикупи новац за унапређење музичких каријера и Антона и његовог млађег брата Николаја, њихова мајка је послала Рубинштајна и Вилоана на турнеју по Русији, након чега су браћа послата у Санкт Петербург да свирају за цара Николаја I и царску породицу у Зимски дворац. Антон је имао 14 а Николај осам година.

## Путовања

### Берлин
У пролеће 1844. Антон, Николај, његова мајка и сестра Луба отпутовали су у Берлин. Овде се сусрео са Феликсом Менделсоном и Ђакомоом Мајербиром, који су га подржали. Мајербир је оба дечака упутио Зигфриду Дену за рад на композицији и теорији.
У лето 1846. стигла је вест да је Рубинштајнов отац тешко болестан. Рубинштајн је остао у Берлину, док су се његова мајка, сестра и брат вратили у Русију. Најпре је наставио студије код Дена, затим код Адолфа Бернхарда Маркса, док је озбиљно компоновао. Са 17 година, знао је да више не може да буде чудо од детета. Тражио је Листа у Бечу, надајући се да ће га Лист прихватити за ученика. Међутим, после Рубинштајнове аудиције, Лист је наводно рекао: „Талентован човек мора да постигне циљ сопственим напорима без помоћи“. Лист није ништа учинио да му помогне. Ни други позиви које је Рубинштајн упућивао потенцијалним покровитељима нису били успешни. После неуспешне године у Бечу и концертне турнеје по Мађарској, вратио се у Берлин и наставио да држи часове.

### Повратак у Русију
Револуција 1848. присилила је Рубинштајна да се врати у Русију. Проводећи наредних пет година углавном у Санкт Петербургу, Рубинштајн је предавао, држао концерте и често наступао на царском двору. Велика кнегиња Елена Павловна, снаја цара Николаја I, постала је његова најоданија заштитница. До 1852. године постао је водећа личност у музичком животу Санкт Петербурга, наступајући као солиста и сарађујући са неким од изузетних инструменталиста и вокала који су дошли у руску престоницу.
Такође је марљиво компоновао. После бројних одлагања, прва Рубинштајнова опера, Дмитриј Донској (сада изгубљена осим увертире), изведена је у Бољшој театру у Санкт Петербургу 1852. године. Такође је свирао и дириговао неколико својих дела, укључујући симфонију Океан, Други клавирски концерт и неколико соло дела. Делимично је његов недостатак успеха на руској оперској сцени навео Рубинштајна да поново размисли о одласку у иностранство како би осигурао своју репутацију озбиљног уметника.

### Још једном у иностранству
1854. Рубинштајн је започео четворогодишњу концертну турнеју по Европи. Сада са 24 године, осећао се спремним да се понуди публици као потпуно развијен пијаниста, као и вредан композитор. Врло брзо је поново успоставио репутацију виртуоза. Игназ Мошелес је 1855. написао оно што ће постати широко распрострањено мишљење о Рубинштајну: „По моћи и извођењу он није инфериоран никоме“.
На неколико концерата, Рубинштајн је наизменично дириговао својим оркестарским делима и свирајући као солиста на једном од својих клавирских концерата. Највећи успех за њега било је вођење Лајпцишког оркестра Gewandhaus у извођењу његове симфоније Океан 16. новембра 1854. Критике о Рубинштајну као композитору су биле различите и биле су повољније о њему као извођачу када је неколико недеља касније одсвирао соло рецитал.

### Отварање конзерваторијума у Санкт Петербургу
Отварање Санкт Петербуршког конзерваторијума, прве музичке школе у Русији и развоја Руског музичког друштва, уследило је 1862. Рубинштајн га је основао и био његов први директор; регрутовао је импозантан скуп талената за овај факултет.
У том периоду Рубинштајн је постигао свој највећи композиторски успех, почевши са својим Четвртим клавирским концертом 1864. и кулминирајући опером Демон 1871. Између ова два дела су оркестарска дела Дон Кихот и опера Иван IV Грозни. Бородин је прокоментарисао да је „музика Ивана IV добра, само се не препознаје Рубинштајн.

### Америчка турнеја
До 1867. године, сталне тензије са кампом Балакирјев, уз разна неслагања, довеле су до интензивних проблема унутар факултета Конзерваторијума. Рубинштајн је дао оставку и вратио се турнејама широм Европе. За разлику од својих претходних турнеја, почео је све више да представља дела других композитора. На претходним турнејама, Рубинштајн је свирао првенствено своја дела.
Рубинштајн је био на турнеји по Сједињеним Државама током 1872–1873. Стејнвејев уговор са Рубинштајном захтевао је од њега да одржи 200 концерата по тада нечувеној цени од 200 долара по концерту (плаћало се у злату — Рубинштајн није веровао америчким банкама и америчком папирном новцу), уз све плаћене трошкове. Рубинштајн је остао у Америци 239 дана, одржавши 215 концерата — понекад два и три дневно у исто толико градова.
Рубинштајн је од своје америчке турнеје зарадио довољно новца који му је пружио финансијску сигурност до краја живота. По повратку у Русију, "пожурио је да инвестира у некретнине", купивши за себе и своју породицу дачу у Петерхофу, недалеко од Санкт Петербурга.

### Каснији живот
Рубинштајн је наставио да иде на турнеје као пијаниста и да наступа као диригент. Године 1887. вратио се на Санкт Петербуршки конзерваторијум са циљем да га побољша. Уклонио је инфериорне студенте, отпустио и деградирао многе професоре, пооштрио услове за пријем и испите и ревидирао наставни план и програм. Поново је поднео оставку и напустио Русију 1891. године због империјалних захтева да се пријем на Конзерваторијум, а касније и годишње награде студентима, додељују према етничким квотама уместо искључиво по заслугама. Ове квоте су осмишљене тако да ефикасно доведу Јевреје у неповољан положај. Рубинштајн се преселио у Дрезден и поново почео да држи концерте у Немачкој и Аустрији.
Рубинштајн је такође подучавао неколико пијаниста и подучавао свог јединог приватног студента клавира, Јозефа Хофмана. Хофман ће постати један од најбољих клавијатуриста 20. века.
Упркос својим осећањима о етничкој политици у Русији, Рубинштајн се повремено враћао тамо да посети пријатеље и породицу. Свој последњи концерт одржао је у Санкт Петербургу 14. јануара 1894. године. Пошто му се здравље нагло урушавало, Рубинштајн се вратио у Петерхоф у лето 1894. Тамо је умро 20. новембра те године, пошто је неко време боловао од срчане болести.

## Пијаниста
Многи савременици су сматрали да  Антон има упадљиву сличност са Лудвигом ван Бетовеном. Игназ Мошелес, који је блиско познавао Бетовена, написао је: „Рубинштајнове црте лица и кратка, неодољива коса подсећају ме на Бетовена. Лист је Рубинштајна називао „Ван II“. Ова сличност се такође осећала у Рубинштајновом свирању. Под његовим рукама, говорило се, клавир је вулкански еруптирао.

### Техника
Вилоан је са Рубинштајном радио на положају руку и спретности прстију. Гледајући Листа, Рубинштајн је научио о слободи покрета руку.
У својој књизи Велики пијанисти, бивши критичар Њујорк Тајмса Харолд Шонберг описује Рубинштајново свирање као „изузетне ширине, мужевности и виталности, огромне звучности и техничке величине у којој се пречесто истицала техничка аљкавост“. Сам Рубинштајн је након концерта у Берлину 1875. признао: „Кад бих могао да сакупим све ноте које сам пустио да падну под клавир, могао бих да одржим други концерт са њима“.
Део проблема је можда била сама величина Рубинштајнових руку. Биле су огромне, а многи посматрачи су их коментарисали. Јозеф Хофман је приметио да је Рубинштајнов пети прст „био дебео као мој палац — замислите то!“.

### Програми
Рубинштајнови концертни програми често су били огромни. Ханслик је у својој рецензији из 1884. поменуо да је пијаниста свирао више од 20 комада на једном концерту у Бечу, укључујући три сонате. Рубинштајн је био човек изузетно чврсте конституције и очигледно никада није био уморан.
Рубинштајн је био најпознатији по својој серији историјских рецитала - седам узастопних концерата који покривају историју клавирске музике. Сваки од ових програма је био огроман.
Рубинштајн је завршио своју америчку турнеју овом серијом, свирајући седам реситала током деветодневног периода у Њујорку у мају 1873.
Рубинштајн је свирао ову серију историјских реситала у Русији и широм Источне Европе. У Москви је ову серију држао уторком увече узастопно у Дворани племства, понављајући сваки концерт следећег јутра у Немачком клубу за студенте, бесплатно.

### Рахмањинов о Рубинштајну
Сергеј Рахмањинов је први пут присуствовао Рубинштајновим историјским концертима као дванаестогодишњи ученик клавира.
Рахмањинов биограф Бари Мартин сугерише да можда није било случајно да су два дела која је Рахмањинов издвојио за похвале са Рубинштајнових концерата — Бетовенова Апасионата и Шопенова соната „Погребни марш“ — оба су постала камен темељац Рахмањинових сопствених програма.
Рахмањинов је признао да Рубинштајн није био савршен на овим концертима, сећајући се пропуста током Балакирјевовог Исламеја, где је Рубинштајн импровизовао у стилу дела док се четири минута касније није сетио остатка. У Рубинштајнову одбрану, међутим, Рахмањинов је рекао да је „за сваку могућу грешку (Рубинштајн) дао, заузврат, идеје и слике музичког тона које су надокнадиле милион грешака“.

## Дириговање
Рубинштајн је водио програме Руског музичког друштва од оснивања организације 1859. до његовог иступања из њега и Санкт Петербуршког конзерваторијума 1867. године. Такође је обављао свој део гостујућег дириговања и пре и после свог мандата у РМС-у. Рубинштајн је на подијуму био темпераментан као и за клавијатуром, изазивајући различите реакције и код оркестарских музичара и код публике.

## Учитељ
Као наставник композиције, Рубинштајн је могао да инспирише своје ученике и био је познат по својој великодушности у времену и труду који је провео радећи са њима, чак и након целодневног административног посла. Могао је да буде и захтеван и да очекује од њих онолико колико им је дао.

## Композиција
Од 1850. Рубинштајн је одлучио да не жели да буде познат само као пијаниста, „већ као композитор који изводи своје симфоније, концерте, опере, итд. Рубинштајн је био плодан композитор, написао је не мање од двадесет опера (посебно Демон, написан према Љермонтовој романтичној песми, и његов наследник Трговац Калашњиков), пет клавирских концерата, шест симфонија и многа соло клавирских дела заједно са значајним обимом дела за камерни ансамбл, два концерта за виолончело и један за виолину, самостојећа оркестарска дела и тонске песме (укључујући и ону под насловом Дон Кихот).
Рубинштајн и Михаил Глинка, који се сматра првим значајним руским класичним композитором, студирали су у Берлину код педагога Зигфрида Дена. Роберт Шуман и Феликс Менделсон су највише утицали на Рубинштајнову музику.
После Рубинштајнове смрти, његова дела су почела да губе популарност, иако су његови клавирски концерти остали на репертоару у Европи све до Првог светског рата, а његова главна дела су задржала упориште у руском концертном репертоару. Можда у недостатку индивидуалности, Рубинштајнова музика није била у стању да се такмичи ни са устаљеним класицима ни са новим руским стилом Стравинског и Прокофјева.